# یانوشووا
یانوشووا (به لاتین: Januszowa) یک روستا در لهستان است که در گمینا خومیتس واقع شده‌است. یانوشووا ۵۲۸ نفر جمعیت دارد.